# Praporządek
Praporządek, kwaziporządek, quasi-porządek – relacja, która jest zwrotna i przechodnia. Praporządkiem określa się również relację przeciwzwrotną i przechodnią, tak zdefiniowana relacja jest ostrym porządkiem częściowym. Dalsza część artykułu omawia wersję zwrotną.

## Przykłady praporządków
- Szczególnym przypadkiem praporządku jest częściowy porządek.
- Każda relacja równoważności jest praporządkiem.
- Niech {\displaystyle X=\{a,b,c,d\}} i niech relacja {\displaystyle R\subseteq X\times X,} będzie zadana następująco: {\displaystyle R=\{(a,b),(a,c),(a,d),(b,d),(c,d),(b,c),(c,b)\}.} Wówczas {\displaystyle R} jest praporządkiem na {\displaystyle X,} który nie jest porządkiem częściowym.

- Rozważmy zbiór {\displaystyle \mathbb {N} ^{\mathbb {N} }} wszystkich funkcji ze zbioru liczb naturalnych {\displaystyle \mathbb {N} } w {\displaystyle \mathbb {N} .} Określmy relację {\displaystyle \leqslant ^{*}} na {\displaystyle \mathbb {N} ^{\mathbb {N} }} przez

{\displaystyle f\leqslant ^{*}g} wtedy i tylko wtedy, gdy {\displaystyle {\big (}\exists N\in \mathbb {N} {\big )}{\big (}\forall n\geqslant N{\big )}(f(n)\leqslant g(n){\big )}}
(gdzie {\displaystyle \leqslant } oznacza naturalny porządek na {\displaystyle \mathbb {N} }). Wówczas {\displaystyle \leqslant ^{*}} jest praporządkiem, ale nie porządkiem częściowym.
- Rozważmy zbiór {\displaystyle [\mathbb {N} ]^{\omega }} wszystkich nieskończonych podzbiorów zbioru liczb naturalnych {\displaystyle \mathbb {N} .} Określmy relację {\displaystyle \subseteq ^{*}} na {\displaystyle [\mathbb {N} ]^{\omega }} przez

{\displaystyle A\subseteq ^{*}B} wtedy i tylko wtedy, gdy różnica zbiorów {\displaystyle A\setminus B} jest skończona.
Wówczas {\displaystyle \subseteq ^{*}} jest praporządkiem, ale nie porządkiem częściowym.
- Niech {\displaystyle M} będzie monoidem. Określmy relację {\displaystyle \leqslant } na {\displaystyle M} przez

{\displaystyle x\leqslant y} wtedy i tylko wtedy, gdy {\displaystyle {\big (}\exists z\in M{\big )}{\big (}xz=y{\big )}.}
Wówczas {\displaystyle \leqslant } jest praporządkiem. Dla monoidu wolnego {\displaystyle (A^{*},\cdot )} jest to porządek częściowy zwany porządkiem prefiksowym (mamy {\displaystyle x\leqslant y,} gdy {\displaystyle x} jest prefiksem {\displaystyle y}).
- Niech {\displaystyle G=(V,E)} będzie grafem skierowanym. Określamy relację {\displaystyle \leqslant } na {\displaystyle V} przez

{\displaystyle x\leqslant y} wtedy i tylko wtedy, gdy w {\displaystyle G} istnieje droga z {\displaystyle x} do {\displaystyle y.}
Innymi słowy, relacja {\displaystyle \leqslant } jest wyznaczona przez krawędzie domknięcia zwrotnego i przechodniego grafu {\displaystyle G.} Wówczas {\displaystyle \leqslant } jest praporządkiem.
- Jeżeli {\displaystyle K} jest klinem w rzeczywistej przestrzeni unormowanej {\displaystyle X,} to relacja dana warunkiem {\displaystyle x\leqslant y\iff y-x\in K} jest praporządkiem w zbiorze {\displaystyle X.}

## Redukcja do porządków
W niektórych rozważaniach w matematyce (np. w teorii forsingu) traktujemy praporządki tak jakby były one porządkami częściowymi przez utożsamienie elementów które powinny być równe. Formalnie postępuje się w następujący sposób.
Przypuśćmy, że {\displaystyle (P,\sqsubseteq )} jest praporządkiem, tzn. {\displaystyle \sqsubseteq } jest zwrotną i przechodnią relacją na zbiorze {\displaystyle P.} Zdefiniujmy relacje binarną {\displaystyle \equiv } na {\displaystyle P} przez
{\displaystyle p\equiv q} wtedy i tylko wtedy, gdy {\displaystyle p\sqsubseteq q} oraz {\displaystyle q\sqsubseteq p.}
Wówczas {\displaystyle \equiv } jest równoważnością na {\displaystyle P.} Ponadto
jeśli {\displaystyle p\equiv p',} {\displaystyle q\equiv q'} oraz {\displaystyle p\sqsubseteq q,} to także {\displaystyle p'\sqsubseteq q'.}
Dlatego możemy określić relację binarną {\displaystyle \leqslant } na przestrzeni ilorazowej {\displaystyle P/\equiv } przez
{\displaystyle [p]_{\equiv }\leqslant [q]_{\equiv }} wtedy i tylko wtedy, gdy {\displaystyle p\sqsubseteq q.}
Można sprawdzić, że {\displaystyle \leqslant } jest relacją zwrotną, przechodnią i (słabo) antysymetryczną, czyli jest to częściowy porządek.
Oznaczmy przez {\displaystyle F} przyporządkowanie, które praporządkowi {\displaystyle (X,\sqsubseteq )} przypisuje porządek częściowy określony wyżej. Niech {\displaystyle (X,\sqsubseteq )} i {\displaystyle (Y,\sqsubseteq ')} będą praporządkami. Wówczas funkcji monotonicznej {\displaystyle f\colon X\to Y} można przypisać funkcję {\displaystyle g\colon FX\to FY} określoną wzorem
{\displaystyle g([a])=[f(a)].}
Można sprawdzić, że tak określona funkcja jest dobrze określona i jest funkcją monotoniczną {\displaystyle g\colon FX\to FY.}
Przyporządkowanie {\displaystyle F} określmy także dla funkcji (tj. przypisując funkcji {\displaystyle f} między praporządkami odpowiadającą funkcję {\displaystyle g} między porządkami częściowymi). Wtedy {\displaystyle F} jest funktorem z kategorii Pre praporządków w kategorię Pos posetów. Jest to funktor lewy sprzężony do funktora zapominania (włożenia) {\displaystyle G\colon \mathbf {Pos} \to \mathbf {Pre} .}